# Lambert de Vence
Ne doit pas être confondu avec Lambert de Maastricht.
Pour les articles homonymes, voir Lambert.
Saint Lambert de Vence, né Lambert Pelloquin, également appelé saint Lambert de Bauduen ou saint Lambert de Riez, est un évêque français né à Bauduen en 1084 et mort le 26 mai 1154 à Vence. 

## Biographie
Il naît à Bauduen près de Riez, dans une famille de petite noblesse de Provence. Sa mère meurt en couches et son père, exerçant le métier des armes, ne peut s'occuper de l'enfant. 
Lambert de Bauduen est donc confié aux moines du monastère Saint-Honorat de Lérins, à seize ans il devient moine à son tour .
Dit sérieux et volontaire, il est nommé évêque de Vence en 1114. Il restaure la cathédrale de sa cité épiscopale, la Cathédrale de la Nativité-de-Marie de Vence. Il réforme le chapitre cathédral et impose la vie en commun et règle de Saint-Augustin aux chanoines . 
On lui prête une grande Humanité, il aurait soutenu des serfs contre les féodaux. Pour les libérer, Lambert préconise, du haut de la chaire, l'installation de moulins à eau. Pour libérer les chevaux, il recommande le collier d'épaule à la place du collier de cou.
Il intervient à de nombreuses reprises comme pacificateur dans les conflits entre les seigneurs et les évêques de la région de Nice, son autorité est reconnue et acceptée par tous. Il fonde à Vence le premier hôpital de la cité destiné au soin des pauvres .
Saint Lambert meurt en mai 1154. Il est fêté le 26 mai.
Sa tombe dans la cathédrale porte l'inscription suivante: "Qu'il soit dit à celui qui ne le sait pas que l'évêque qui repose ici s'appelait Lambert, qu'il a apporté de nombreux bienfaits pendant chacune des 40 années où il gouverna ce siège (épiscopal), il ne s'est jamais laissé élever par les choses flatteuses ni courber par les choses pénibles. Que la source de la piété lui enlève tous ses péchés et que luise pour lui la lumière du perpétuel repos." 